# INEFC Barcelona
L'INEFC de Barcelona és la seu de l'Institut Nacional d'Educació Física de Catalunya, on es formen llicenciats i graduats en ciències de l'activitat física i l'esport. L'edifici està adscrit a la Secretaria General de l'Esport de la Generalitat de Catalunya, té capacitat per a uns 1.000 alumnes i disposa de camps d'entrenament propis. Ocupa una superfície superior als 30.000 m{\displaystyle ^{2}} i inclou una biblioteca amb 26.000 títols i diverses instal·lacions esportives cobertes i a l'aire lliure. Durant els Jocs Olímpics de Barcelona 92 va acollir les competicions de lluita lliure i grecoromana.

## Història
El 1991 es va inaugurar aquest edifici projectat pel taller d'arquitectura de Ricard Bofill, és el primer edifici construït a l'Estat Espanyol amb formigó arquitectònic, segons la tècnica de prefabricat i encofrat in situ; la construcció va comportar la col·locació de prop de 1.700 peces prefabricades de formigó. L'edifici està organitzat al voltant de dos grans claustres quadrats coberts de 48 × 48 m. La nau central que els uneix s'utilitza com a sala d'actes, amb una capacitat per a 400 persones.
Les àrees interiors de competició estan distribuïdes en aquests dos patis, separades per mitjà de cortines acústiques. Al voltant d'aquests dos grans espais hi ha quatre ales, per a allotjar els serveis auxiliars de pista: magatzem, aules, vestidors, etc. D'aquesta manera els blocs d'aules orientats al sud tenen accés directe a una escala que baixa fins als terrenys de joc, a l'aire lliure; les façanes del bloc administratiu i de la biblioteca donen al nord; i les de l'est i oest del conjunt estan construïdes per galeries obertes amb tancaments de vidre, que faciliten la il·luminació natural dels dos patis i del vestíbul.